# 室外機

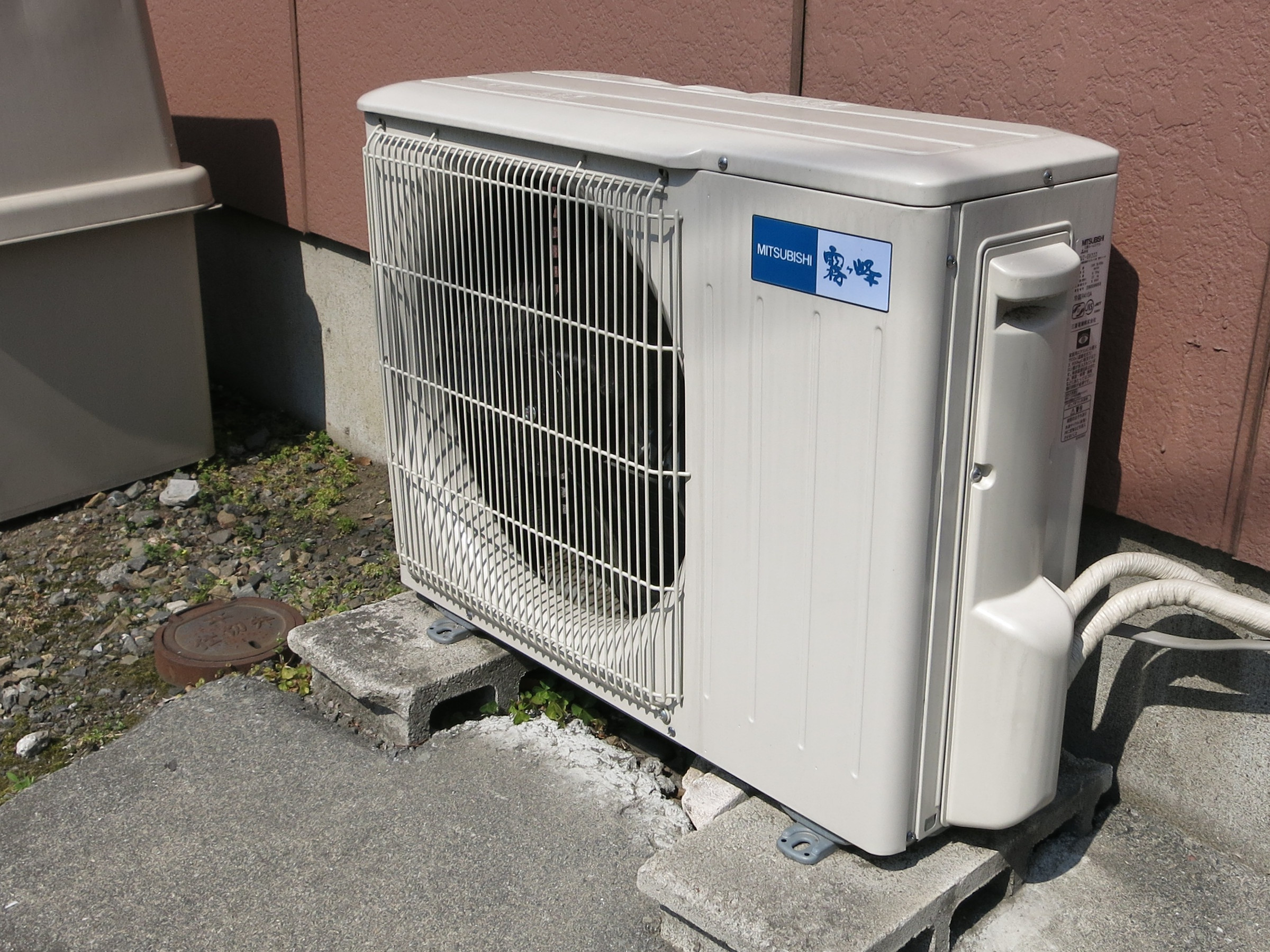
室外機

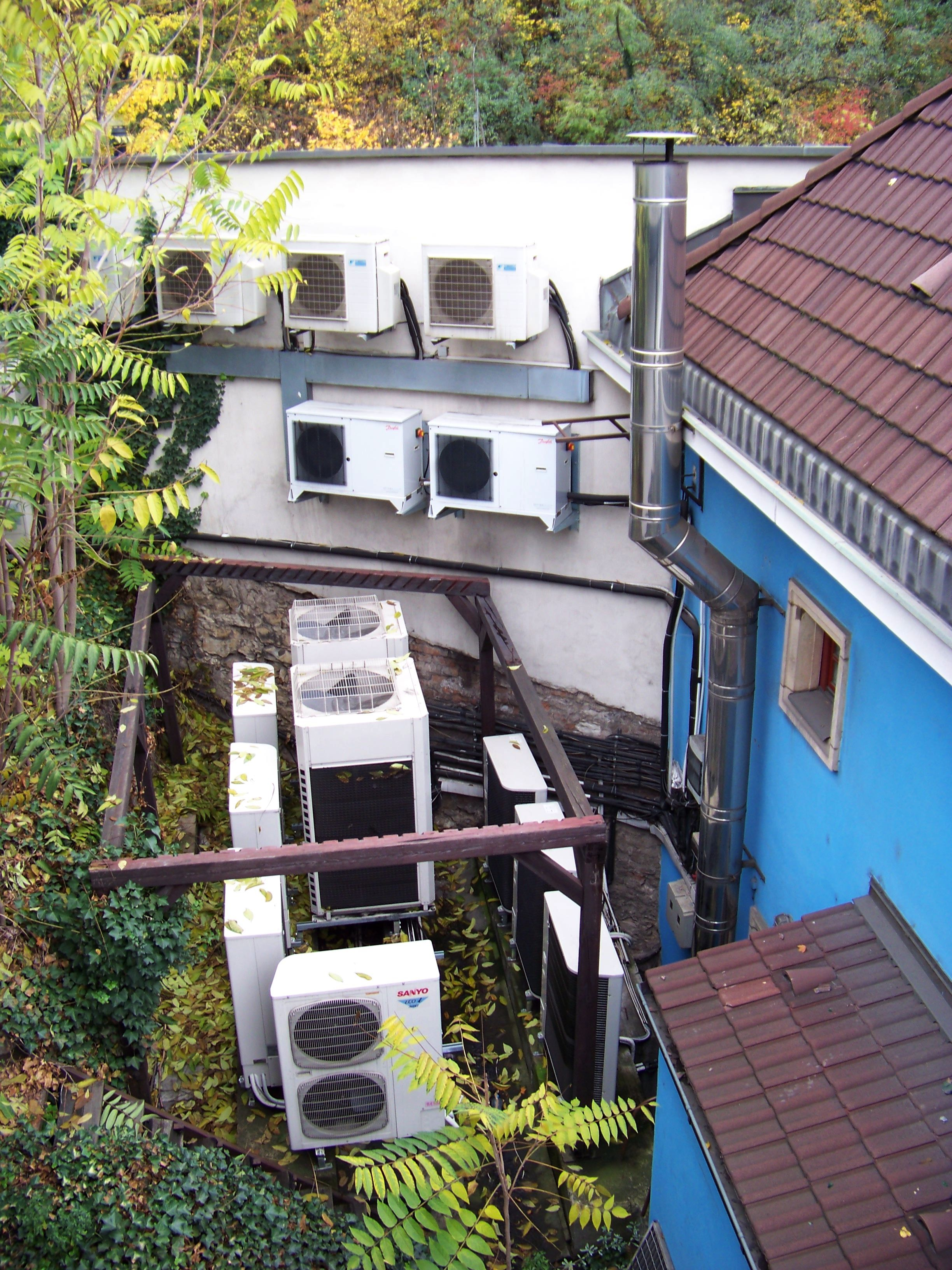
複数の室外機

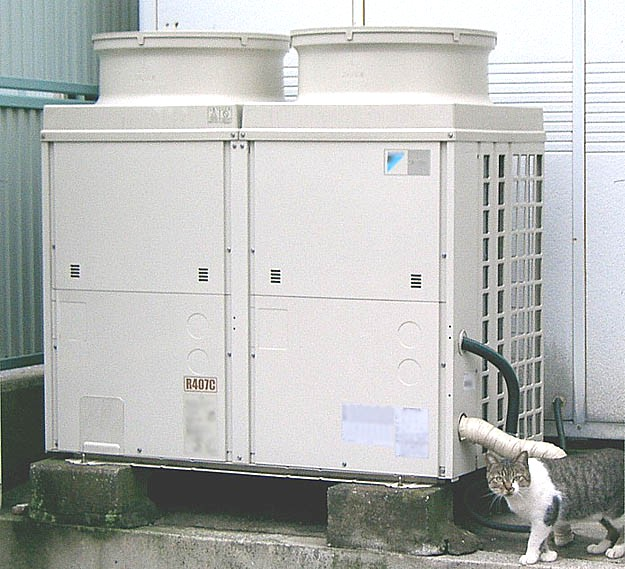
業務用室外機

室外機（しつがいき）は、ある空間に何らかの効果をもたらすための設備のうち、当該空間の外に置かれる設備。一般的に、室内機とセットで、戸外に設置されるものを指す。
この項では、エアコンと共に設置される機械を説明する。

## 用途
- 室内機、室外機が一体の一体式ウインドウエアコンは、室内への騒音、振動が大きい。機械本体を室外へ配し、騒音、振動を室外へ追い払う目的で作られたものが室外機である。特に日本では室内環境への配慮から、室外機を用いた空調設備が広く普及している。

## 概要
- 室外機は冷却の役割を担う。家庭用の小型の室外機はファンを利用した空冷のものがほとんどであるが、屋外に設置する大型の室外機は水冷のものも存在する。
- 小型の室外機には、冷媒（フロンなど）を室内機と室外機の間で循環させるコンプレッサーが内蔵されている。
- 1990年代よりロータリー式コンプレッサーが出現、小型化が進んで設置場所の自由度が高くなりつつある。
- 室外機を用いる欠点としては、接続するダクト長による熱損失、機械が分散化するために必要な空間が増加することによる室外機設置場所の問題、バルコニーや屋上へ集中するための美観上の問題、排気や騒音が隣接居室や通行人へ向けられるという環境上の問題などが挙げられる。

## 室内機との接続
エアコン（室内機）とは2本1組の冷媒配管（銅管）と制御用の電線を通じて接続される。室外機へ管を通す箇所をクーラースリーブという。

## 盗難
レアメタルや銅が使われているので、売るために盗まれる。